# Sky Italia
Sky Italia es una plataforma de televisión digital italiana por satélite propiedad de Sky. Es similar en muchos aspectos a Sky en el Reino Unido y Sky Ireland en Irlanda, que es propiedad de Comcast, y al igual que esa red es una de las principales emisoras de deportes. Sky Italia también transmite tres canales digitales terrestres FTA nacionales: Tv8, Cielo y Sky TG24.
Los servicios de televisión por suscripción en Sky Italia están encriptados en  NDS VideoGuard. Los decodificadores VideoGuard que se han proporcionado desde julio de 2010 son idénticos a los cuadros Sky+ HD utilizados en el Reino Unido. Pace, Amstrad (propiedad de Sky) y Thomson, todos licenciadores Digibox, han producido cajas Sky Italia (Sky Box, Sky HD, My Sky y My Sky HD) idénticas a sus ofertas Sky Digital, Sky + y Sky + HD, aunque con la posible eliminación de la segunda ranura para tarjeta y modulador UHF.

## Historia
- 2003

Marzo: La Comisión Europea autoriza la fusión entre Tele + y Stream TV, de la cual surge Sky Italia.
Julio: 31 de julio Sky comienza oficialmente su transmisión.
- 2004

Abril: Sky abandona sistema de encriptación SECA para cambiar all'NDS, operado por News Corporation.
Noviembre: El número de suscriptores de Sky alcanza los 3 millones.
- 2005

Mayo: Sky adquiere los derechos de la Copa Mundial de la FIFA 2006.
Noviembre: Sky lanza My Sky, nuevo decodificador con PVR (Personal Video Recorder), que tiene un disco duro en su interior que permite grabar hasta dos programas a la vez y ver un tercero pre-grabado.
- 2006

Mayo: Sky lanza los primeros canales italianos de alta definición: Sky Cinema HD, Sky Sports HD, National Geographic Channel HD y Next: HD.
Diciembre: El número de suscriptores de Sky alcanza los 4 millones.
- 2007

Abril: Se emite la primera ficción creada por una televisión de pago italiana, Boris.
Mayo: Sky adquiere por dos años y medio los derechos exclusivos de la F1.
Noviembre: La oferta de Sky ya está disponible a través de IPTV Telecom Italia, Fastweb y Wind.
- 2008

Febrero: Sky adquiere los derechos del COI para transmitir los Juegos Olímpicos (2010 y 2012, 2014, y 2016).
Mayo: Sky lanza un nuevo mi decodificador de Sky HD, que combina la funcionalidad PVR de My Sky con la Alta Definición de Sky HD.
Agosto: El 30 de agosto nace Sky Sport 24, el primer canal de noticias deportivas italianas.
Diciembre: Se confirma el alza del IVA en las suscripciones del 10% hasta el 20%. Sky Italia criticó duramente la decisión del Gobierno de Berlusconi.
- 2009

Enero: Sky adquiere los derechos de la Copa Confederaciones de las ediciones de 2009 y 2013.
Enero: Sky adquiere los derechos del Seis Naciones de rugby durante 4 años a partir de 2010.
Abril: Nacen Sky One, el primer canal propiedad de Sky de carácter generalista; y Sky HD Primafila, el primer canal de pago por visión en alta definición.
Agosto: Sky duplica la gama de canales de alta definición, añadiendo 12 nuevos canales.
Diciembre: Nace el servicio Sky On Demand, una biblioteca de VOD que contiene lo mejor de la programación semanal de los canales de Sky.
Diciembre: El 16 de diciembre comenzó la difusión de Cielo, el canal digital terrestre del grupo News Corporation.
- 2010

Enero: Todos los partidos de la Serie A de fútbol se transmiten en HD.
Abril: Sky añade tres canales Sky Movies en HD, con lo que la oferta HD Cinema Package se eleva a 6 canales HD. Asimismo, toda la oferta de Sky suma un total de 25 canales.
Junio: Sky cambia la identidad de la marca con el nuevo logo, nuevos gráficos y animaciones similares a su hermana inglesa BSkyB.
Junio: Se activan los canales 1-4 de Sky Mundial para ver la Copa Mundial de la FIFA Sudáfrica 2010.
Julio: Toda la oferta de Sky Movies se transmite en HD.
Julio: La UE permite a Sky competir por la asignación de frecuencias de radiodifusión digital terrestre.
Agosto: Sky llega a 36 canales HD.
Octubre: El 3 de octubre Sky transmite el primer evento en directo y en 3D: la final de la Ryder Cup en Sky Sports 3D.
Noviembre: El número de suscriptores de Sky alcanza los 4,8 millones.
Noviembre: Sky empieza a ofrecer diez nuevos canales, como AXN, Sci-Fi o Babel, dedicada a los grupos étnicos extranjeros. También nacen tres nuevos canales de Sky TG 24, de noticias 24 horas.
- 2011

Enero: La película Avatar alcanza el récord de audiencia para una película transmitida por pay per view, con una audiencia de televisión de 1,3 millones de espectadores.
Febrero: Sky Sports adquiere los derechos para la edición 2011 de la Copa América, Copa Sudamericana de 2011 y 2012, además de la Copa Libertadores de 2012.
Marzo: La oferta de Sky Cinema se reordena con dos nuevos canales: Sky Cinema Passion y Sky Cinema Comedy, transmitidos en HD.
Mayo: El número de suscriptores de Sky alcanza los 4.910.000.
Mayo: Sky adquiere los derechos de retransmisión de Factor X. La nueva temporada se emitirá en Sky One.
Julio: Termina la transmisión de Current TV por baja audiencia.
Agosto: El número de suscriptores de Sky alcanza los 4.970.000.
Agosto: Nace Sky Go, la aplicación para ver Sky en Teléfonos inteligentes y Tabletas.
Septiembre: Se pone en marcha Sky 3D, el primer canal 3D en Italia.
Septiembre: Sky Sport 24 comienza a transmitir en alta definición.
Septiembre: Debutan las primeras producciones propias de Sky:  Buongiorno Cielo y MasterChef Italia.
Octubre: Sky alcanza los 5 millones de suscriptores. Para celebrarlo, regala a todas las escuelas públicas de enseñanza secundaria una antena parabólica y un descodificador Mi Sky HD, además de una suscripción gratis con una validez de 5 años para un paquete de canales de noticias y documentales. Además, Sky da a todos sus suscriptores dos fines de semana de visualización gratuita (independientemente de los paquetes suscritos).
Octubre: Sky One empieza a emitir en HD con motivo del estreno de X Factor.
Diciembre: Los canales Sky Cinema Family y Sky Cinema Hits se transforman en Disney Cinemagic (cada fin de semana) y Sky Cinema Christmas (del 1 diciembre al 8 enero).
Diciembre: Con la emisión de Eurosport 2 los canales de alta definición de la plataforma llegan a 40.
- 2012

Febrero: La selección de Sky HD se amplía con otros 12 canales (Fox Life HD, Real Time HD, Extreme Sports Channel HD, ESPN America HD, Discovery Science HD, Discovery Travel & Living HD, History HD, Nat Geo Wild HD, Nat Geo Adventure HD, Gambero Rosso Channel HD, Disney Channel HD, MTV Live HD), con lo que alcanza un total de 52, superando a la oferta alemana de Sky Deutschland (43 canales). Se sitúa en segundo lugar de todas las compañías de News Corp en Europa por número de canales en alta definición (la primera es BSkyB, con 58 canales).
Febrero: Los clientes de Sky ahora suman 5.030.000.
Marzo: Sky Go, el servicio para ver Sky TV en tabletas, se extiende también a PC, Mac, iPhone y algunos teléfonos inteligentes Android.
Mayo: Sky adquiere los derechos de MotoGP para la temporada 2014. Serán transmitido por Sky Sports MotoGP los entrenamientos libres, la calificación, el calentamiento y todos Gran Premios de MotoGP, Moto2 y Moto3.
Junio: Sky adquiere los derechos de la Fórmula 1 para la temporada 2013. En Sky Sports F1 será transmitido cada fin de semana de la temporada (prácticas, calificación y las carreras). También se incluyen actividades paralelas (GP3, GP2 y la Porsche Supercup).
Julio: Gracias a un acuerdo comercial con Mediaset, Sky adquiere los derechos de la UEFA Europa League y la capacidad para transmitir en directo y en exclusiva el mejor partido de la UEFA Champions League todos los miércoles por la noche en la cuarta ronda de clasificación para la temporada 2012/2013 y 2013/2014.
Julio: Con motivo de los Juegos Olímpicos de 2012 en Londres, Sky Sports amplía su oferta y crea 12 nuevos canales HD dedicados a los Juegos Olímpicos.
Agosto: Sky registra unos beneficios de 254 millones de dólares en el año, 89 millones en el trimestre (frente a los 145 millones del mismo trimestre del año pasado).
Octubre: Una nueva autoproducción debuta en Sky: The Apprentice, con Flavio Briatore en el papel de jefe. Dado su éxito, llega a Sky One.
Octubre: Llega un nuevo canal dedicado a los niños, Planet Kids.
Noviembre: El 1 de noviembre comienza a transmitir oficialmente Sky Arte HD. Los canales de HD suman 58.
Noviembre: Sky Go renueva su interfaz gráfica e incorpora tres nuevos canales (Fox Life, Sky Arte e DeA Kids), además de Sky On Demand.
Diciembre: Sky anuncia el lanzamiento en marzo de 2013 de un canal dedicado a la Fórmula 1: Sky Sports F1.
- 2013

Febrero: En el segundo trimestre del año fiscal Sky Italia ha reportado una pérdida operativa de 20 millones de dólares. La caída en las ganancias se debe al aumento de los costos relacionados con la programación, incluyendo 30 millones de € de los derechos asociados a la cobertura televisiva de la UEFA. En el mismo trimestre registró un descenso de 28 000 abonados. Suma un total de 4.830.000.
Marzo: Sky cede gratuitamente los derechos del Campeonato del Mundo de Fórmula 1 a la RAI hasta 2017.
Junio: Sky renueva los derechos de The X Factor hasta la temporada 2016/2017.
Junio: Sky pasa a ser controlada por la 21 Century Fox.
Agosto: Se une el canal Fox Sports, donde se podrán ver los principales partidos de la Premier League, FA Cup, la Liga y la Ligue 1. El canal comenzó a transmitir el 9 de agosto y por medio de un acuerdo con Mediaset será visible en la televisión digital terrestre con Mediaset premium.
Noviembre: Permanece estable el número de abonados de Sky Italia (4,76 millones).

## Deportes
Sky Sport el grupo de canales de deportes de Sky Italia. Se destaca por los numerosos torneos de fútbol: la Eurocopa, Copa América, eliminatorias UEFA y Conmebol, Serie A de Italia, Liga Europea de la UEFA, Premier League de Inglaterra (a partir de 2016), Copa de la Liga de Inglaterra, y la Liga Premier de Rusia.
En cuanto a baloncesto, emite el Eurobasket, la Lega Basket Serie A, la NBA y la NCAA. También emite numerosos torneos de golf: los torneos mayores masculinos, el PGA Tour, el European Tour y la Copa Ryder. En cuanto a deporte motor, Sky emite la Fórmula 1, GP2 Series, MotoGP, IndyCar Series, Campeonato de España de Velocidad y el Campeonato Italiano de Motociclismo de Velocidad. En rugby, emite la Copa Mundial de Rugby, el Rugby Championship, el Super Rugby, la Copa Europea de Rugby y la Premiership Rugby de Inglaterra.
Además, Sky Italia transmite los ATP World Tour Masters 1000 y el Campeonato de Wimbledon de tenis, así como partidos de fútbol americano universitario de la NCAA.